# Телевидение в Судане
Телевидение в Судане имеет низкое распространение (около 17 %). Так как многие семьи не могут позволить себе расходы на спутниковую антенну, наземное телевидение является доминирующим. В Судане нет частных телевизионных станций, и работает только правительственная станция — Суданская Радио и Телевизионная Корпорация.
С периода обретения независимости (1956 г.) в Судане произошло пять военных переворота и попыток захвата власти; в стране также произошла смена трех военных диктатур, самое продолжительное авторитарное правление из которых было свергнуто в результате восстания в декабре 2019 года. Такие колебания от демократического правления к военному правительству оказали большое влияние на развитие национальных СМИ.
В Судане официально телевещание началось в 1963 году, но ее распространение было небольшим.
Судан имеет 18 местных каналов, только один из которых (телеканал Голубой Нил) не является полностью государственным. Sudan TV является основным каналом. Также есть восемь спутниковых каналов каналов со штаб-квартирой в Судане, пять из которых находятся в частной собственности, два являются государственными и один смешанной собственности. Проникновение платного телевидения незначительно в стране.

## История

### Колониальный период
Печатная журналистика в Судане появилась в 1903 году, когда с разрешения и под бдительным присмотром британской администрации началось издание газеты «Аль-Судан». Несколько лет спустя начали появляться несколько газет, а к 1920-м годам, когда по стране охватило националистическое движение, несколько суданцев издали газеты и использовали прессу как политическую платформу для призывов к независимости. В ответ на эти события колониальная власть ввела несколько ограничений для обуздания националистического энтузиазма, лицензируя прессу, практикуя цензуру и запрещая государственным служащим писать в ежедневной прессе .
В колониальный период, вещательная служба Судана служила основным средством распространения пропаганды союзных войск, сражавшихся в Северной и Восточной Африке во время Второй мировой войны. Получасовая ежедневная радиостанция, которая начала вещание в 1940 году, в основном передавала суданской общественности новости о войне, которая внимательно следила за конфликтом из-за участия нескольких батальонов «Сил обороны Судана» (SDF).

### СМИ Судана с периода независимости
С обретением независимости в 1956 году Судан вступил в многопартийную форму демократии, которая копировала британскую двухпалатную парламентскую систему. Однако этот первый демократический опыт длился недолго; два года спустя демократически избранный премьер-министр, сославшись на религиозный фанатизм и бессмысленные политические споры, передал власть военной хунте. Последующие шесть лет военного правления закончились народной революцией в октябре 1964 года. После этого была восстановлена многопартийная система, но она также прекратилась только четыре года спустя, когда очередной военный переворот в 1969 году втянул страну в 16-летний период социалистического правления, а позже – исламистского правления. В первые два года своего существования правительство генерала Джафара Нимейри перешло социалистическую модель управления и национализировало банки, международные компании и частный бизнес. За последние два года социалистическое военное правительство приняло закон об введении шариата и жестко расправился с его нарушителями. В 1985 году еще одно народное восстание положило конец второму военному правительству и положило начало третьему демократическому периоду, который длился с 1985 по 1989 год. В этот период страна погрязла в политических спорах, которые еще больше усугубились бушующей войной в Южном Судане. В результате 30 июня 1989 года исламистские элементы в суданской армии вступили в сговор с партией «Национальный исламский фронт» (НИФ) и организовали военный переворот, который привел исламистов – под руководством Омара аль-Башира – к власти на 30 лет (1989–2019).
Во время первого демократического правительства появилось очень много частной и партийной прессы, однако, она действовала в течение короткого периода, пока переворот 1958 года не привел к установлению первого военного режима под начальством Ибрахима Аббуда, которое начало подавлять свободную прессу. Хотя военные не запрещали работу частной прессы, они печатали свою собственную газету как официальный голос правительства. В 1964 году в результате народной революции была восстановлена либеральная демократия и свободная пресса, но несколько газет были запрещены к публикации.
В 1969 году в результате очередного переворота к власти пришло второе военное правительство под руководством Джафара Нимейри. Поддерживая левую идеологию, правительство генерала Нимейри национализировало прессу и заменило 40 частных газет двумя правительственными ежедневными и еженедельной военной газетой. Был также создан совет прессы для руководства работой средств массовой информации в стране, и первый закон о печати коренных народов заменил закон о колониальной печати 1930-х годов. Закон о прессе ограничил владение всеми СМИ правящим «Суданским социалистическим союзом» (ССС), и, как следствие, средства массовой информации были превращены в рупоры правительственной партии, и им было запрещено публиковать критические материалы.